# Piz Neir
Ne doit pas être confondu avec Piz Nair (Albula).
Le piz Neir, toponyme romanche signifiant littéralement en français « pic Noir »[réf. souhaitée], est un sommet de Suisse situé dans les Alpes, dans la chaîne de l'Albula, dans le Sud du canton des Grisons. Il se trouve sur la ligne de crête entre le piz d'Agnel au nord-est et le piz Barscheinz au sud-sud-ouest. Culminant à 2 909 mètres d'altitude, il domine le col de Leget à 2 715 mètres d'altitude et son petit lac situés à ses pieds au nord-est, le village de Bivio à 1 770 mètres d'altitude au sud-ouest et le lac de Marmorera à 1 676 mètres d'altitude au nord-ouest.

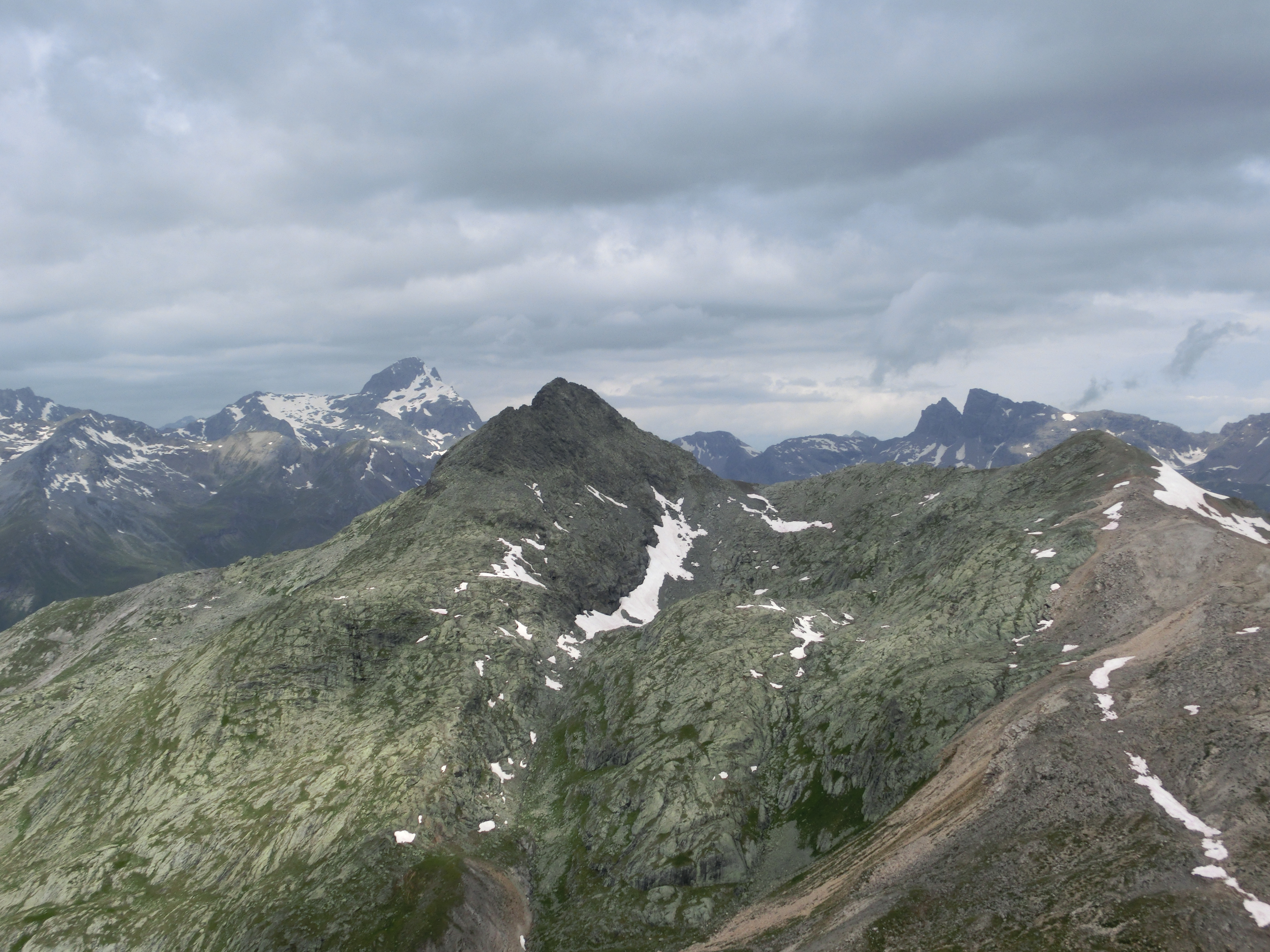
Le piz Neir vu depuis le piz Bardella à l'est.

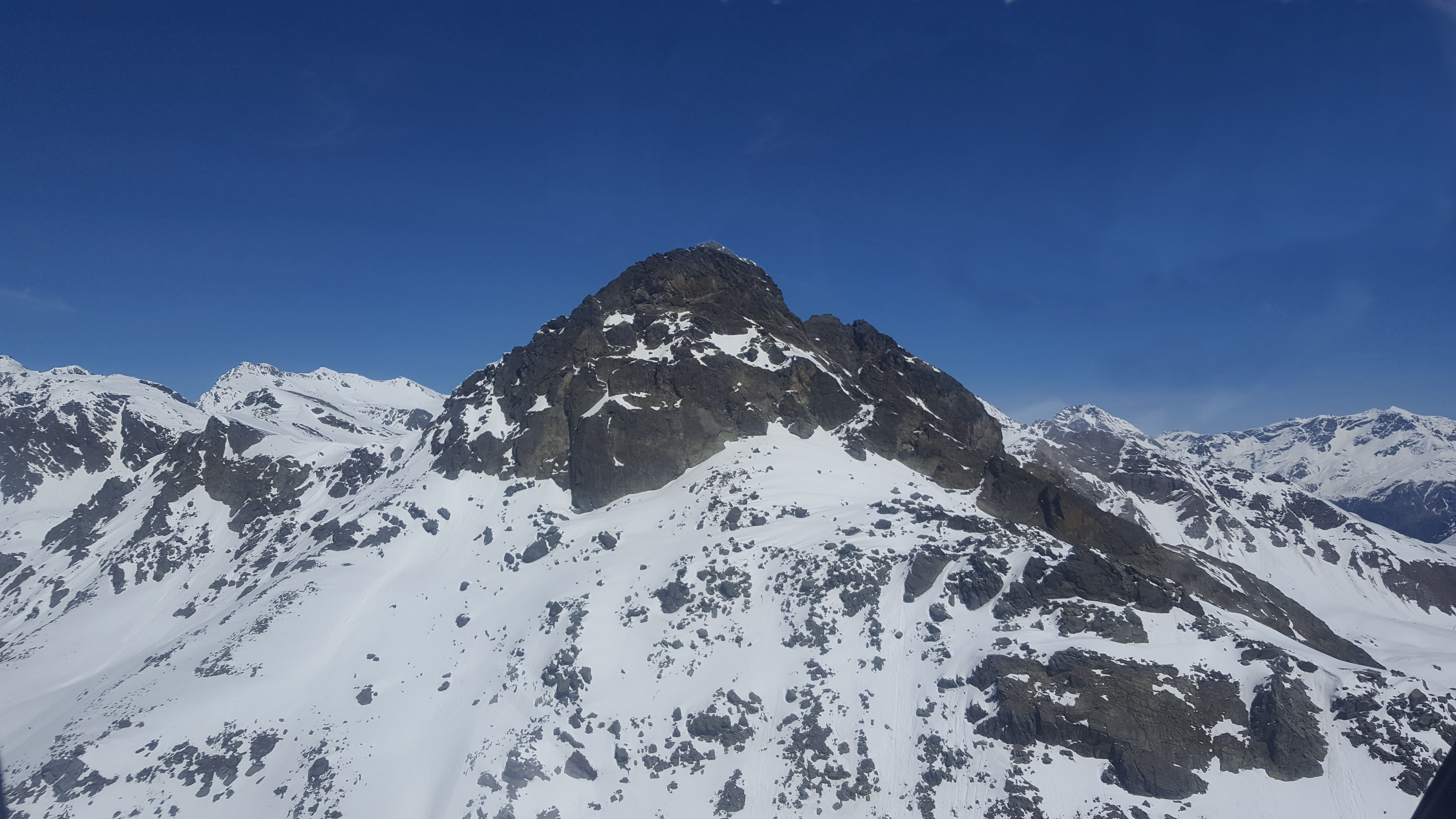
Vue du piz Neir enneigé depuis un hélicoptère.

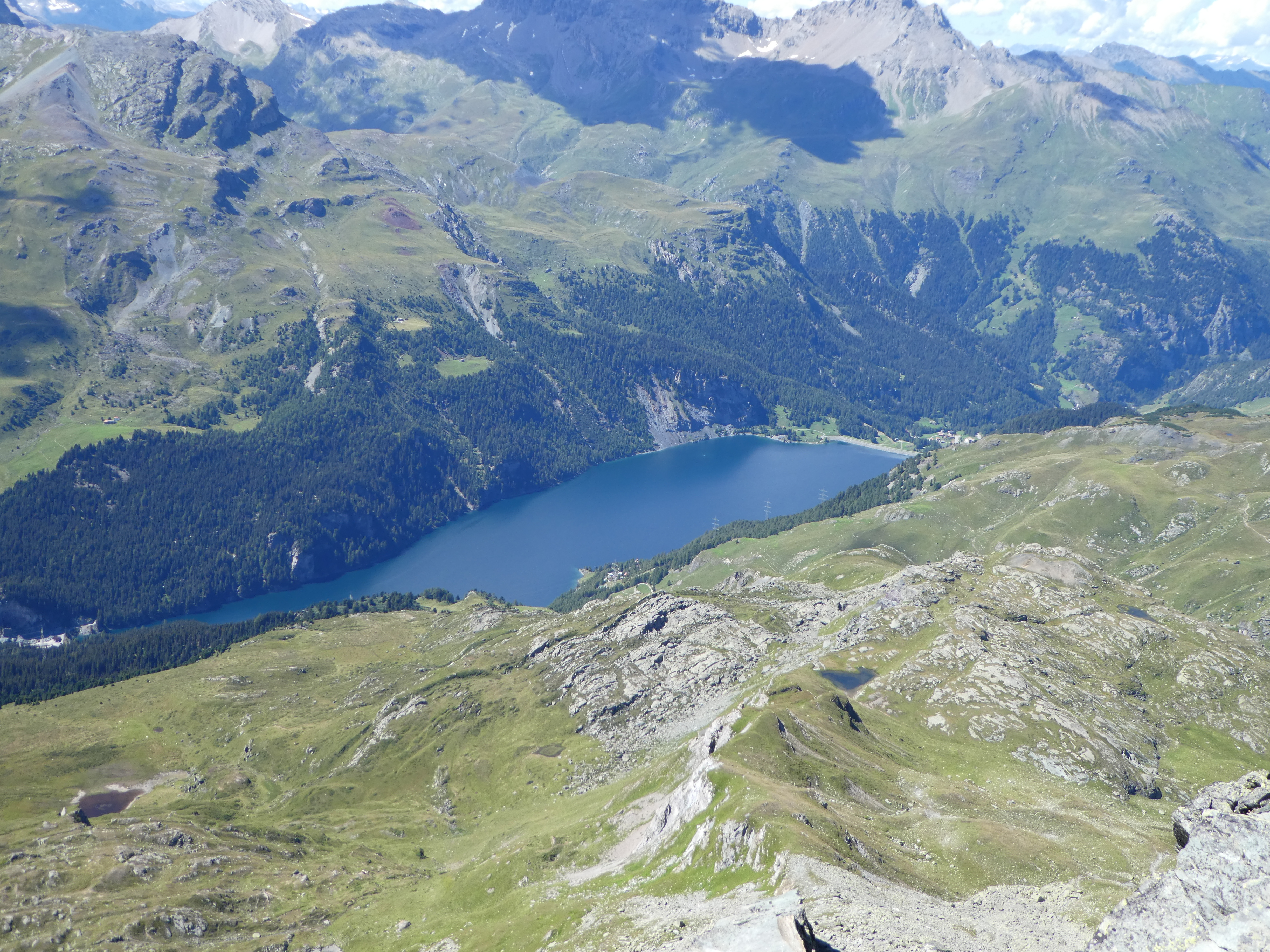
Le lac de Marmorera vu depuis le piz Neir.